# Modelo de electrón libre

En tres dimensiones, la densidad de los estados de un gas de fermiones es proporcional a la raíz cuadrada de la energía cinética de las partículas.

En la física del estado sólido, el modelo de electrón libre es un modelo simple para representar el comportamiento de los electrones de valencia en una estructura cristalina de un metal sólido. Fue desarrollado principalmente por Arnold Sommerfeld, que combinó el clásico modelo de Drude con las estadísticas de la mecánica cuántica de Fermi-Dirac y por lo tanto también es conocido como el modelo Drude-Sommerfeld.
La aproximación de red vacía de electrón libre es la base del modelo de estructura de bandas denominado modelo de electrón casi libre. Dada su simplicidad, es sorprendente su éxito en explicar muchos fenómenos experimentales, especialmente: 
- la ley de la conductividad de Wiedemann-Franz que relaciona la conductividad térmica y la conductividad eléctrica;
- la dependencia con la temperatura de la capacidad calorífica;
- la forma de la densidad electrónica de los estados;
- el rango de valores de energía de enlace;
- conductividad eléctrica;
- emisión térmica de electrones y emisión por efecto de campo.

## Ideas y suposiciones
En el modelo de electrones libres se tienen en cuenta cuatro supuestos principales: 
- Aproximación de electrones libres: la interacción entre los iones y los electrones de valencia se desprecia en su mayor parte, excepto en condiciones de contorno. Los iones sólo mantienen la neutralidad de carga en el metal. A diferencia del modelo Drude, los iones no son necesariamente la fuente de las colisiones.
- Aproximación de electrones independientes: se ignoran las interacciones entre electrones. Los campos electrostáticos de los metales son débiles debido al efecto de apantallamiento.
- Aproximación del tiempo de relajación: existe algún mecanismo de dispersión desconocido tal que la probabilidad de colisión de los electrones es inversamente proporcional al tiempo de relajación. {\displaystyle \tau }, que representa el tiempo promedio entre colisiones. Las colisiones no dependen de la configuración electrónica.
- Principio de exclusión de Pauli: Cada estado cuántico del sistema sólo puede ser ocupado por un único electrón. Esta restricción de los estados de los electrones disponibles se tiene en cuenta en las estadísticas de Fermi-Dirac (ver también gas Fermi). Las principales predicciones del modelo de electrones libres se derivan de la expansión de Sommerfeld de la ocupación de Fermi-Dirac para energías alrededor del nivel de Fermi.

El nombre del modelo proviene de los dos primeros supuestos, ya que cada electrón puede tratarse como una partícula libre con una respectiva relación cuadrática entre energía y momento.
La red cristalina no se tiene en cuenta explícitamente en el modelo del electrón libre, pero un año después (1928) el teorema de Bloch dio una justificación mecánica cuántica: un electrón libre se mueve en un potencial periódico como un electrón libre en el vacío, excepto la masa del electrón m e se convierte en una masa efectiva m* que puede desviarse considerablemente de m e (incluso se puede usar una masa efectiva negativa para describir la conducción por los huecos de los electrones). Las masas efectivas pueden derivarse de cálculos de estructuras de bandas que originalmente no se tuvieron en cuenta en el modelo del electrón libre.

## Modelo Drude
Muchas propiedades físicas se derivan directamente del modelo Drude, ya que algunas ecuaciones no dependen de la distribución estadística de las partículas. Tomar la distribución de velocidades clásica de un gas ideal o la distribución de velocidades de un gas de Fermi solo cambia los resultados relacionados con la velocidad de los electrones. 
Principalmente, el modelo de electrones libres y el modelo de Drude predicen la misma conductividad eléctrica de CC σ para la ley de Ohm, es decir 
{\displaystyle \mathbf {J} =\sigma \mathbf {E} \quad } con {\displaystyle \quad \sigma ={\frac {ne^{2}\tau }{m_{e}}},}
dónde {\displaystyle \mathbf {J} } es la densidad de corriente, {\displaystyle \mathbf {E} } es el campo eléctrico externo, {\displaystyle n} es la densidad electrónica (número de electrones/volumen), {\displaystyle \tau } es el tiempo libre medio y {\displaystyle e} es la carga eléctrica del electrón.
Otras cantidades que permanecen iguales bajo el modelo del electrón libre que bajo el de Drude son la susceptibilidad AC, la frecuencia del plasma, la magnetorresistencia y el coeficiente Hall relacionado con el efecto Hall. 

## Propiedades de un gas de electrones
Muchas propiedades del modelo de electrones libres se derivan directamente de ecuaciones relacionadas con el gas de Fermi, ya que la aproximación del electrón independiente conduce a un conjunto de electrones que no interactúan. Para un gas de electrones tridimensional podemos definir la energía de Fermi como 
{\displaystyle E_{\rm {F}}={\frac {\hbar ^{2}}{2m_{e}}}\left(3\pi ^{2}n\right)^{\frac {2}{3}},}
dónde {\displaystyle \hbar } es la constante de Planck reducida. La energía de Fermi define la energía del electrón de mayor energía a temperatura cero. Para los metales, la energía de Fermi es del orden de unidades de electronvoltios por encima de la energía mínima de la banda de electrones libres. 

### Densidad de estados
La densidad 3D de estados (número de estados de energía, por energía por volumen) de un gas de electrones que no interactúan viene dada por:
{\displaystyle g(E)={\frac {m_{e}}{\pi ^{2}\hbar ^{3}}}{\sqrt {2m_{e}E}}={\frac {3}{2}}{\frac {n}{E_{\rm {F}}}}{\sqrt {\frac {E}{E_{\rm {F}}}}},}
dónde {\textstyle E\geq 0} es la energía de un electrón dado. Esta fórmula tiene en cuenta la degeneración del espín, pero no considera un posible cambio de energía debido al fondo de la banda de conducción. Para 2D la densidad de estados es constante y para 1D es inversamente proporcional a la raíz cuadrada de la energía del electrón.

### Nivel de fermi
El potencial químico {\displaystyle \mu } de electrones en un sólido también se conoce como nivel de Fermi y, al igual que la energía de Fermi relacionada, a menudo se denota {\displaystyle E_{\rm {F}}}. La expansión de Sommerfeld se puede utilizar para calcular el nivel de Fermi ( {\displaystyle T>0} ) a temperaturas más altas como: 
{\displaystyle E_{\rm {F}}(T)=E_{\rm {F}}(T=0)\left[1-{\frac {\pi ^{2}}{12}}\left({\frac {T}{T_{\rm {F}}}}\right)^{2}-{\frac {\pi ^{4}}{80}}\left({\frac {T}{T_{\rm {F}}}}\right)^{4}+\cdots \right],}
dónde {\displaystyle T} es la temperatura y definimos {\textstyle T_{\rm {F}}=E_{\rm {F}}/k_{\rm {B}}} como la temperatura de Fermi ({\displaystyle k_{\rm {B}}} es la constante de Boltzmann). El enfoque perturbativo se justifica ya que la temperatura de Fermi suele ser de aproximadamente 10 5 K para un metal, por lo tanto, a temperatura ambiente o menor, la energía de Fermi {\displaystyle E_{\rm {F}}(T=0)} y el potencial químico {\displaystyle E_{\rm {F}}(T>0)} son prácticamente equivalentes.

### Compresibilidad de los metales y presión de degeneración
La energía total por unidad de volumen (a {\textstyle T=0}) también se puede calcular integrando sobre el espacio de fases del sistema, obtenemos 
{\displaystyle u(0)={\frac {3}{5}}nE_{\rm {F}},}
que no depende de la temperatura. Compare con la energía por electrón de un gas ideal: {\textstyle {\frac {3}{2}}k_{\rm {B}}T}, que es nulo a temperatura cero. Para que un gas ideal tenga la misma energía que el gas de electrones, las temperaturas deberían ser del orden de la temperatura de Fermi. Termodinámicamente, esta energía del gas de electrones corresponde a una presión de temperatura cero dada por 
{\displaystyle P=-\left({\frac {\partial U}{\partial V}}\right)_{T,\mu }={\frac {2}{3}}u(0),}
dónde {\textstyle V} es el volumen y {\textstyle U(T)=u(T)V} es la energía total, la derivada realizada a temperatura y potencial químico constantes. Esta presión se llama presión de degeneración electrónica y no proviene de la repulsión o movimiento de los electrones sino de la restricción de que no más de dos electrones (debido a los dos valores de espín) pueden ocupar el mismo nivel de energía. Esta presión define la compresibilidad o módulo de volumen del metal 
{\displaystyle B=-V\left({\frac {\partial P}{\partial V}}\right)_{T,\mu }={\frac {5}{3}}P={\frac {2}{3}}nE_{\rm {F}}.}
Esta expresión da el orden de magnitud correcto para el módulo volumétrico de metales alcalinos y metales nobles, lo que muestra que esta presión es tan importante como otros efectos dentro del metal. Para otros metales hay que tener en cuenta la estructura cristalina.

### Respuesta magnética
Según el teorema de Bohr-Van Leeuwen, un sistema clásico en equilibrio termodinámico no puede tener una respuesta magnética. Las propiedades magnéticas de la materia desde el punto de vista de una teoría microscópica son puramente mecánicas cuánticas. Para un gas de electrones, la respuesta magnética total es paramagnética y su susceptibilidad magnética está dada por
{\displaystyle \chi ={\frac {2}{3}}\mu _{0}\mu _{\mathrm {B} }^{2}g(E_{\mathrm {F} }),}
dónde {\textstyle \mu _{0}} es la permitividad del vacío y la {\textstyle \mu _{\rm {B}}} es el magnetón de Bohr. Este valor resulta de la competencia de dos contribuciones: una contribución diamagnética (conocida como diamagnetismo de Landau) procedente del movimiento orbital de los electrones en presencia de un campo magnético, y una contribución paramagnética (paramagnetismo de Pauli). Esta última contribución es tres veces mayor en valor absoluto que la contribución diamagnética y proviene del espín del electrón, un grado de libertad cuántico intrínseco que puede tomar dos valores discretos y está asociado al momento magnético del electrón.

## Correcciones al modelo de Drude

### Capacidad calorífica
Un problema abierto en la física del estado sólido antes de la llegada de la mecánica cuántica era comprender la capacidad calorífica de los metales. Si bien la mayoría de los sólidos tenían una capacidad calorífica volumétrica constante dada por la ley de Dulong-Petit de aproximadamente {\displaystyle 3nk_{\rm {B}}} a altas temperaturas, predijo correctamente su comportamiento a bajas temperaturas. En el caso de los metales que son buenos conductores, se esperaba que los electrones contribuyeran también a la capacidad calorífica.
El cálculo clásico utilizando el modelo de Drude, basado en un gas ideal, proporciona una capacidad calorífica volumétrica dada por
{\displaystyle c_{V}^{\text{Drude}}={\frac {3}{2}}nk_{\rm {B}}}
Si este fuera el caso, la capacidad calorífica de un metal debería ser 1,5 de la obtenida por la ley de Dulong-Petit.
Sin embargo, nunca se midió una contribución adicional tan grande a la capacidad calorífica de los metales, lo que generó sospechas sobre el argumento anterior. Utilizando la expansión de Sommerfeld se pueden obtener correcciones de la densidad de energía a temperatura finita y obtener la capacidad calorífica volumétrica de un gas de electrones, dada por: 
{\displaystyle c_{V}=\left({\frac {\partial u}{\partial T}}\right)_{n}={\frac {\pi ^{2}}{2}}{\frac {T}{T_{\rm {F}}}}nk_{\rm {B}}}
donde el prefactor a {\displaystyle nk_{B}} es considerablemente más pequeño que el 3/2 encontrado en {\textstyle c_{V}^{\text{Drude}}}, aproximadamente 100 veces más pequeño a temperatura ambiente y mucho más pequeño a menor {\textstyle T}.
Evidentemente, la contribución electrónica por sí sola no predice la ley de Dulong-Petit, es decir, la observación de que la capacidad calorífica de un metal sigue siendo constante a altas temperaturas. El modelo de electrones libres se puede mejorar en este sentido añadiendo la contribución de las vibraciones de la red cristalina. Dos correcciones cuánticas famosas incluyen el modelo sólido de Einstein y el modelo más refinado de Debye . Con la adición de este último, la capacidad calorífica volumétrica de un metal a bajas temperaturas se puede escribir con mayor precisión en la forma 
{\displaystyle c_{V}\approx \gamma T+AT^{3}}
dónde {\displaystyle \gamma } y {\displaystyle A} son constantes relacionadas con el material. El término lineal proviene de la contribución electrónica mientras que el término cúbico proviene del modelo de Debye. A alta temperatura, esta expresión ya no es correcta, la capacidad calorífica electrónica puede despreciarse y la capacidad calorífica total del metal tiende a una constante dada por la ley de Dulong-petit.

### Camino libre medio
Observe que, sin la aproximación del tiempo de relajación, no hay razón para que los electrones desvíen su movimiento, ya que no hay interacciones, por lo que el camino libre medio debería ser infinito. El modelo de Drude consideraba que el camino libre medio de los electrones estaba cerca de la distancia entre los iones en el material, lo que implicaba la conclusión anterior de que el movimiento de difusión de los electrones se debía a colisiones con los iones. Los caminos libres medios en el modelo de electrones libres vienen dados por {\textstyle \lambda =v_{\rm {F}}\tau } (dónde {\textstyle v_{\rm {F}}={\sqrt {2E_{\rm {F}}/m_{e}}}} es la velocidad de Fermi) y son del orden de cientos de ångströms, al menos un orden de magnitud mayor que cualquier cálculo clásico posible.  El camino libre medio no es entonces el resultado de colisiones electrón-ion, sino que está relacionado con imperfecciones en el material, ya sea debido a defectos e impurezas en el metal, o debido a fluctuaciones térmicas. 

### Conductividad térmica y termopotencia
Si bien el modelo de Drude predice un valor similar para la conductividad eléctrica que el modelo de electrones libres, los modelos predicen conductividades térmicas ligeramente diferentes.
La conductividad térmica está dada por {\displaystyle \kappa =c_{V}\tau \langle v^{2}\rangle /3} para partículas libres, que es proporcional a la capacidad calorífica y al camino libre medio que dependen del modelo ( {\displaystyle \langle v^{2}\rangle ^{1/2}} es la velocidad media (cuadrada) de los electrones o la velocidad de Fermi en el caso del modelo de electrones libres).  Esto implica que la relación entre la conductividad térmica y eléctrica viene dada por la ley de Wiedemann-Franz,
{\displaystyle {\frac {\kappa }{\sigma }}={\frac {m_{\rm {e}}c_{V}\langle v^{2}\rangle }{3ne^{2}}}=LT}
dónde {\displaystyle L} es el número de Lorenz, dado por 
{\displaystyle L=\left\{{\begin{matrix}\displaystyle {\frac {3}{2}}\left({\frac {k_{\rm {B}}}{e}}\right)^{2}\;,&{\text{Drude}}\\\displaystyle {\frac {\pi ^{2}}{3}}\left({\frac {k_{\rm {B}}}{e}}\right)^{2}\;,&{\text{free electron model.}}\end{matrix}}\right.}
El modelo de electrones libres está más cerca del valor medido de {\displaystyle L=2.44\times 10^{-18}} V 2 /K 2 mientras que la predicción de Drude está equivocada en aproximadamente la mitad del valor, lo cual no es una gran diferencia. La predicción cercana al número de Lorenz en el modelo de Drude fue el resultado de que la energía cinética clásica del electrón era aproximadamente 100 más pequeña que la versión cuántica, compensando el gran valor de la capacidad calorífica clásica.
Sin embargo, el modo de Drude predice el orden de magnitud incorrecto para el coeficiente de Seebeck (termopotencia), que relaciona la generación de una diferencia de potencial al aplicar un gradiente de temperatura a través de una muestra. {\displaystyle \nabla V=-S\nabla T} . Se puede demostrar que este coeficiente es {\displaystyle S=-{c_{\rm {V}}}/{|ne|}}, que es justo proporcional a la capacidad calorífica, por lo que el modelo de Drude predice una constante que es cien veces mayor que el valor del modelo de electrones libres.  Mientras que estos últimos obtienen un coeficiente que es lineal en temperatura y proporciona valores absolutos mucho más precisos, del orden de unas pocas decenas de µV/K a temperatura ambiente.   Sin embargo, este modelo no logra predecir el cambio de signo  de la termoenergía en el litio y metales nobles como el oro y la plata. 

### Inexactitudes y extensiones
El modelo de electrones libres presenta varias deficiencias que la observación experimental contradice. A continuación, enumeramos algunas imprecisiones: 
Dependencia de la temperatura
El modelo de electrones libres presenta varias cantidades físicas que tienen una dependencia incorrecta de la temperatura o ninguna dependencia, como la conductividad eléctrica. La conductividad térmica y el calor específico se predicen bien para los metales alcalinos a bajas temperaturas, pero no pueden predecir el comportamiento a altas temperaturas provenientes del movimiento de iones y la dispersión de fonones.
Efecto Hall y magnetorresistencia.
El coeficiente de Hall tiene un valor constante RH = –1/|ne| en el modelo de Drude y en el modelo del electrón libre. Este valor es independiente de la temperatura y de la fuerza del campo magnético. En realidad, el coeficiente de Hall depende de la estructura de la banda y la diferencia con el modelo puede ser bastante dramática cuando se estudian elementos como el magnesio y el aluminio que tienen una fuerte dependencia del campo magnético. El modelo del electrón libre también predice que la magnetorresistencia transversal, la resistencia en la dirección de la corriente, no depende de la intensidad del campo. En casi todos los casos lo hace.
Direccional
La conductividad de algunos metales puede depender de la orientación de la muestra con respecto al campo eléctrico. A veces ni siquiera la corriente eléctrica es paralela al campo. Esta posibilidad no se describe porque el modelo no integra la cristalinidad de los metales, es decir, la existencia de una red periódica de iones.
Diversidad en la conductividad.
No todos los materiales son conductores eléctricos, algunos no conducen muy bien la electricidad (aislantes), algunos pueden conducir cuando se les añaden impurezas como los semiconductores. También existen semimetales, con bandas de conducción estrechas. El modelo no predice esta diversidad y sólo puede explicarse analizando las bandas de valencia y conducción. Además, los electrones no son los únicos portadores de carga en un metal; las vacantes o huecos de electrones pueden verse como cuasipartículas que transportan carga eléctrica positiva. La conducción de agujeros conduce a un signo opuesto para los coeficientes de Hall y Seebeck predichos por el modelo.
Otras deficiencias están presentes en la ley de Wiedemann-Franz a temperaturas intermedias y en la dependencia de la frecuencia de los metales en el espectro óptico. 
Se pueden obtener valores más exactos para la conductividad eléctrica y la ley de Wiedemann-Franz suavizando la aproximación del tiempo de relajación apelando a las ecuaciones de transporte de Boltzmann. 
La interacción de intercambio está totalmente excluida de este modelo y su inclusión puede dar lugar a otras respuestas magnéticas como el ferromagnetismo.
Se puede obtener una continuación inmediata del modelo de electrones libres asumiendo la aproximación de red vacía, que forma la base del modelo de estructura de bandas conocido como modelo de electrones casi libres. 
Agregar interacciones repulsivas entre electrones no cambia mucho la imagen presentada aquí. Lev Landau demostró que un gas de Fermi, sometido a interacciones repulsivas, puede verse como un gas de cuasipartículas equivalentes que modifican ligeramente las propiedades del metal. El modelo de Landau se conoce ahora como teoría del líquido de Fermi. Fenómenos más exóticos como la superconductividad, donde las interacciones pueden ser atractivas, requieren una teoría más refinada.